# Nicolás Cámara Vales
Nicolás Cámara Vales (Mérida, Yucatán, 25 de abril de 1875 - Ciudad de México, 14 de octubre de 1956) fue un médico pediatra, político maderista y diplomático mexicano que fue gobernador de Yucatán en dos ocasiones: en 1911 como interino y más tarde, entre 1912 y 1913, como gobernador constitucional. Uno de los logros más destacados de su administración fue la fundación de la Comisión Reguladora del Mercado del Henequén con el objetivo de regular la industria henequenera en Yucatán, la cual estaba dominada por el monopolio encabezado por Olegario Molina y los grandes capitales extranjeros. Más adelante, llegó a ser presidente de dicha comisión. Cámara Vales destacó por su defensa de los intereses de los productores yucatecos. Después de los eventos de la Decena Trágica, un golpe militar, se vio obligado a renunciar a su cargo y exiliarse. Durante el periodo de entreguerras, se desempeñó como diplomático en Berlín y Viena. Fue hermano político de José María Pino Suárez, vicepresidente de México.
Nació en Mérida, Yucatán, en el seno de la familia de la Cámara, la cual tenía una destacada posición social en Yucatán desde la época colonial. Fue hijo de Raymundo Cámara Luján, un acaudalado hacendado y empresario. Estudió medicina en la Universidad de Berlín, graduándose en 1896. Durante su carrera, se especializó en pediatría y regresó a Mérida, donde abrió la primera clínica para niños en la Península de Yucatán.
En 1909, junto con Gónzalo Cámara Zavala, fue uno de los fundadores de la Liga de Acción Social, una agrupación de hacendados progresistas comprometidos a mejorar las condiciones de los peones en las haciendas henequeneras en Yucatán y fomentar su instrucción. En términos políticos, Cámara Vales se identificó con el Partido Nacional Antirreeleccionista y apoyó a su cuñado, José María Pino Suárez, en su campaña política en favor de Francisco I. Madero. Tras el triunfo de Madero y Pino Suárez en las elecciones federales de México en 1911, Cámara Vales asumió la gubernatura de Yucatán.

## Datos Biográficos

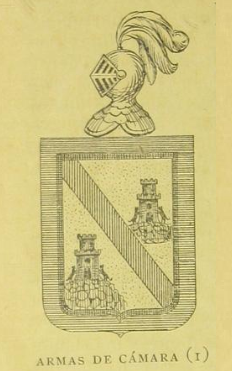
Escudo de la familia Cámara.

### Familia
Nacido en Mérida, Yucatán, el 25 de abril de 1875, hijo mayor de Raymundo Cámara Luján (1850-1919), acaudalado hacendado, banquero y empresario que hizo una fortuna durante el boom henequenero, y María Vales Castillo (1855-1936). Su tío materno fue Agustín Vales Castillo, un industrial y banquero yucateco que se desempeñó como jefe político de Mérida entre 1902 y 1908. 
Su hermano, Alfredo Cámara Vales, fue gobernador de Quintana Roo, mientras que su hermana, María Cámara Vales, fue galardonada con la Medalla Belisario Domínguez del Senado de la República en 1969 y fue esposa de José María Pino Suárez, vicepresidente de México. Mientras tanto, su sobrino nieto fue Ismael Moreno Pino, embajador eminente de México.
Por parte de su padre, desciende de la Familia de la Cámara, una antigua familia patricia que desciende de varios de los principales comandantes españoles que habían participado en la conquista de Yucatán; entre ellos, era descendiente de Juan de la Cámara, el conquistador y noble español que había sido uno los fundadores de Mérida en 1542. También fue descendiente de Francisco de Montejo.

### Matrimonio
Contrajo nupcias con Joaquina Millet Heredia, hija de José María Millet Hübbe, próspero empresario de origen francés, alemán y danés, y de Joaquina Heredia Cacaño. La pareja tuvo dos hijos y una hija: 
1. Berta Cámara Millet
2. Nicolás Cámara Millet
3. Jorge Carlos Cámara Millet

### Estudios

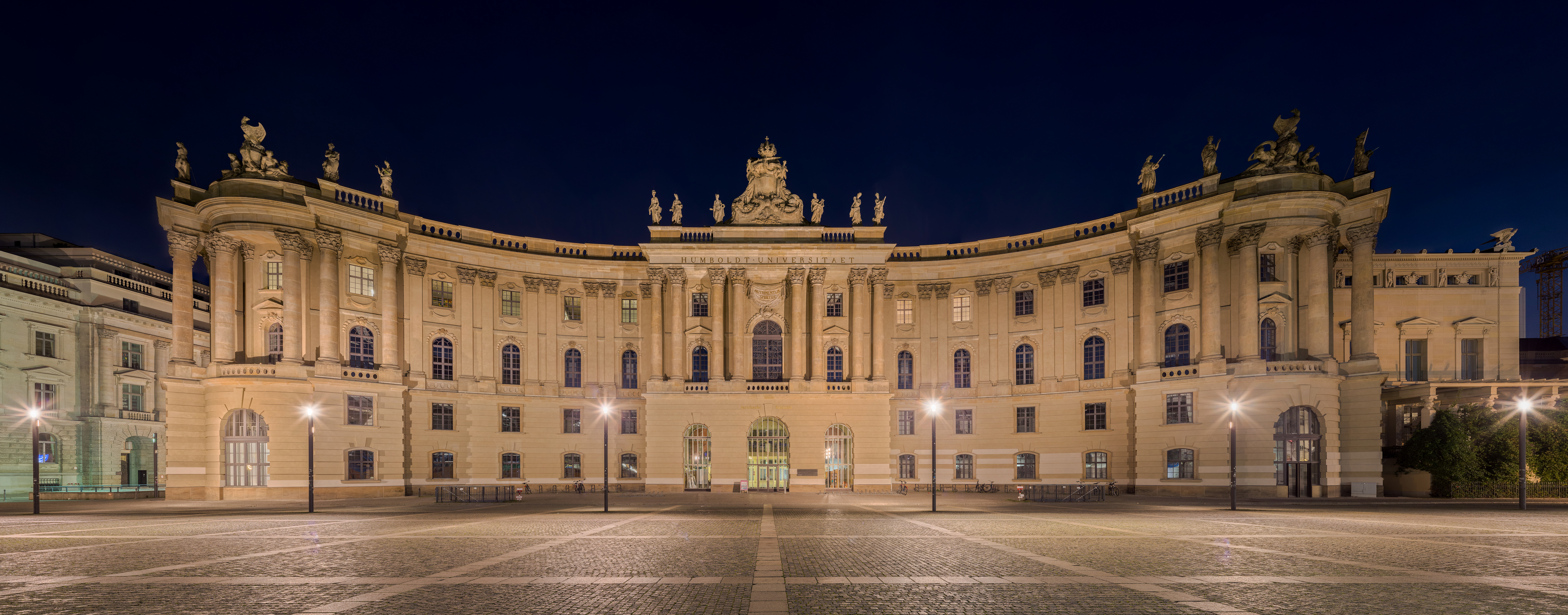
Cámara Vales estudió medicina en la Universidad de Berlín, graduándose en 1896.

El mayor de trece hermanos, fue educado en un hogar que enfatizaba los valores liberales y una educación europea con un fuerte énfasis en la música y los idiomas extranjeros: tocaba el violín y el piano y hablaba cuatro idiomas con fluidez: castellano, inglés, francés, alemán. 
Era doctor en medicina por la Universidad de Berlín en Alemania, graduándose con una tesis titulada "la pelagra en Yucatán" el 10 de julio de 1896. Habiéndose especializado en Pediatría, regresó a Mérida, abriendo la primera clínica para niños en la Península de Yucatán.

## Carrera Política

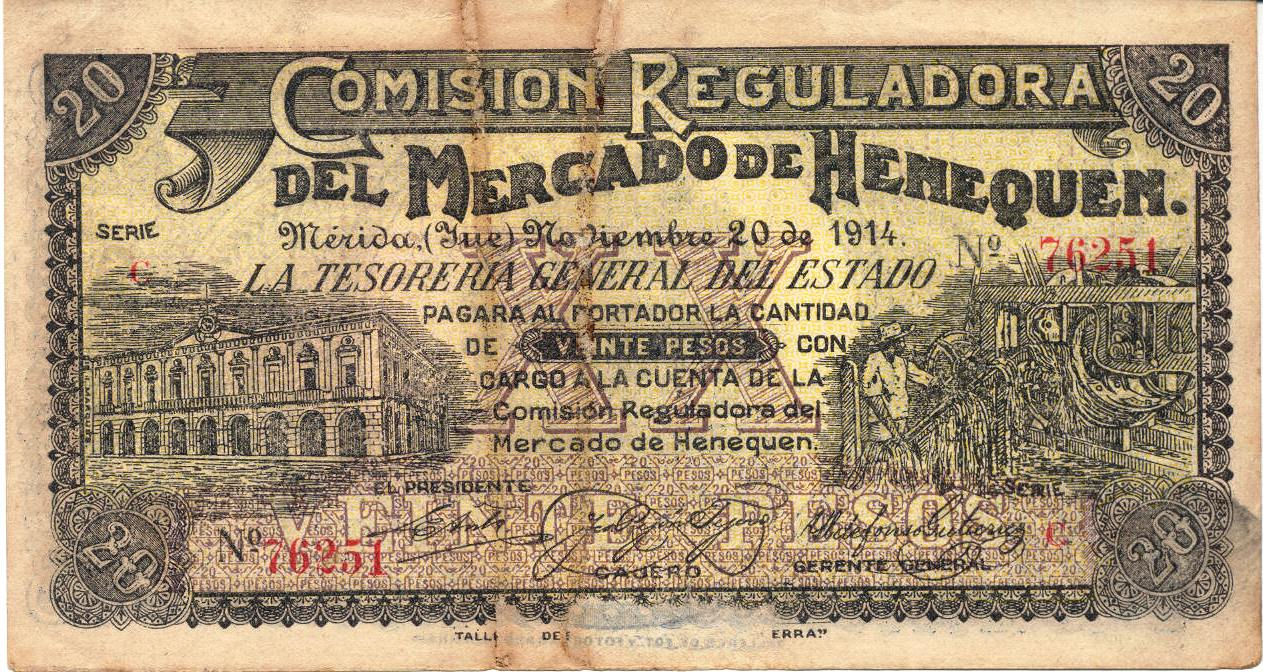
La Comisión Reguladora del Mercado de Henequén fue fundada por Nicolás Cámara Vales en 1912 cuando era gobernador de Yucatán. Posteriormente, Cámara Vales fue presidente de la Comisión.

En 1909, Nicolás Cámara Vales se unió a Gonzalo Cámara Zavala, su primo, para fundar la Liga de Acción Social, una organización conformada por hacendados progresistas comprometidos a mejorar las condiciones de los peones en las haciendas henequeneras en Yucatán y establecer escuelas rurales. El programa de trabajo de la Liga en las propias palabras de Cámara Zavala fue establecido:
En torno al propósito "imperioso, trascendental, urgente, de la educación del indígena maya de Yucatán: Si la instrucción debe ser declarada no de utilidad, sino de necesidad pública, ¿por qué el indio que habita las haciendas está excluido de la participación que a todo yucateco corresponde en el derecho a la instrucción?"
La Liga adquirió una gran influencia en la sociedad yucateca a principios del siglo XX. En 1910, la propia Liga fundó la Escuela Modelo basada en principios liberales, laicos e igualitarios, inspirada en las ideas de dos pensadores suizos: Jean-Jacques Rousseau y Johann Heinrich Pestalozzi. La escuela sigue operando al día de hoy con planteles en Mérida, Chetumal y Valladolid.
Un liberal moderado, sus convicciones políticas identificaron a Cámara Vales con el Partido Nacional Antirreeleccionista, apoyando a su cuñado, José María Pino Suárez, a hacer campaña política en los estados del sur de la República en favor de Francisco I. Madero.
Cuando, en octubre de 1911, Madero y Pino Suárez triunfaron en las Elecciones federales de México de 1911, obteniendo, respectivamente la presidencia y vicepresidencia de México, el Congreso de Yucatán nombró a Cámara Vales como gobernador interino de Yucatán en sustitución de Pino Suárez. 
Al mes de asumir el cargo, Cámara Vales organizó nuevas elecciones extraordinarias que debían decidir quien sería gobernador constitucional del Estado. Para no influír en los comicios en los que sería candidato, Cámara Vales pidió licencia para separarse de su cargo siendo sustituido por Agustín Patrón Correa quien fue designado gobernador interino por la legislatura local. Celebradas las elecciones extraordinarias, Cámara Vales regresó al poder en calidad de gobernador constitucional de Yucatán.

Durante su mandato se enfrentó a una rebelión encabezada por Delio Moreno Cantón en la población de Opichén. Moreno Cantón era sobrino de Francisco Cantón Rosado, exgobernador de Yucatán. En 1911, había contendido por la gubernatura en contra de Pino Suárez a quien se le había adjudicado el triunfo por un ajustado margen. Pese a sus estrechos lazos con el viejo régimen, Moreno Cantón contaba con una fuerte base de apoyo entre las clases populares a quienes no temía incitar en rebelión armada en contra del gobierno. En enero de 1912, Cámara Vales denunció ante el Congreso estatal que los morenistas:
"Por medio de agitadores sin conciencia, y abusando de la ignorante credulidad de los jornaleros de campo, hízoles creer que del triunfo de su causa dependía que se convirtieran en dueños absolutos de todas las tierras y plantíos, produciendo en ellos una excitación idéntica a la que determinó la guerra de castas en el siglo pasado."
La rebelión morenista se extendió hacía las partidas de Conkal, Maxcanú y Temax pero fue sofocada por el gobierno. Una vez vencida la rebelión, Moreno Cantón se exilió de Yucatán, uniendóse a las fuerzas antimaderistas de Pascual Orozco y, finalmente, apoyando el golpe militar Huertista en febrero de 1913.
Durante el mandato de Cámara Vales fue creada la Comisión Reguladora del Mercado del Henequén que pretendió poner orden en los asuntos de la industria henequenera en Yucatán y romper con el monopolio que férreamente ejerció el grupo de Olegario Molina durante el denominado "Olegariato"  (1902 - 1911). 
El auge de la industria henequenera entre 1870 y 1920 había transformado a Yucatán en la región más rica e industrializada de México a principios del siglo XX. Para 1900, Yucatán exportaba 81 millones de kilogramos del henequén hacía los Estados Unidos por año donde se usaba para producir cordel (binder twine), un bien indispensable para las cosechas de trigo.

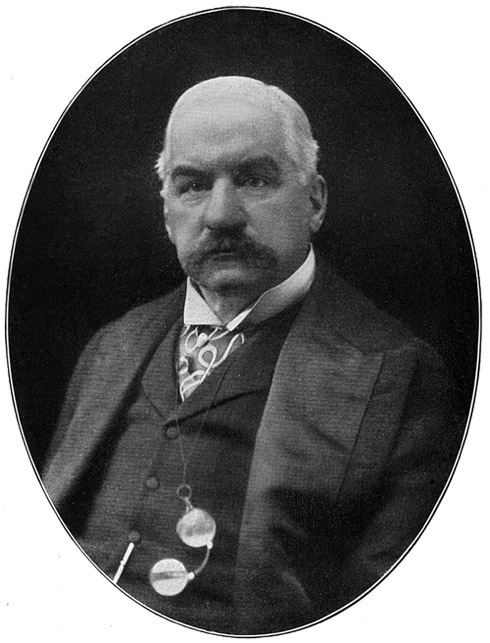
J.P. Morgan, el capitalista estadounidense, había pactado con Olegario Molina para deprimir los precios de henequen en detrimento de los productores yucatecos. Durante su mandato como gobernador, Nicolás Cámara Vales fundó la Comisión Reguladora del Mercado del Henquén tratando de proteger los intereses mexicanos frente a los grandes capitales estadounidenses y el poderoso monopolio Molina-Montes.

A principios de 1902, J.P Morgan, el célebre financiero estadounidense, había organizado la fusión de varias compañías manufactureras de equipo de cosecha agrícola para formar la International Harvester (IH). Después de la fusión, IH era el mayor productor de cordel, comprando el 80 por ciento del henequén de Yucatán. Para octubre de ese mismo año, Molina se había reunido en La Habana con Cyrus McCormick, presidente de la IH. Ahí, consumaron un pacto secreto mediante el cual el conglomerado norteamericano se comprometía a importar exclusivamente el henequén que le vendiera la firma de Molina, actuando como intermediario entre los hacendados henequeneros y los mercados norteamericanos. A cambio, Molina se comprometía a usar “cuantos esfuerzos estén en su poder para deprimir el precio de la fibra de sisal” (henequen) y que McCormick le “pagarán solamente aquellos precios que de tiempo en tiempo serán dictados por la I.H. Co.” Como resultado del acuerdo secreto entre McCormick y Molina, el precio del henequén pasó de fluctuar en el mercado alrededor de $9,48 dólares estadounidenses por libra a una tarifa fija dictada por los grandes capitalistas de Wall Street de solo 8 centavos de dólar por libra.
Así, Molina y sus socios estadounidenses lograron reducir los precios a tal grado que condujeron a varios productores mexicanos al borde de la quiebra. Después del pánico financiero de 1907, los principales competidores de Molina habían sido eliminados, incluyendo la casa exportadora de los Escalante, familia que había fundado la industria henequenera yucateca a mediados del siglo XIX. Para 1910, Olegario Molina y Avelino Montes, su yierno, controlaban más del 72 por ciento de la exportación total de fibra. Era, en efecto, un monopolio constituido en detrimento de los productores yucatecos.

Así, la Reguladora que se constituyó en 1912 fue diseñada por la cámara agrícola, es decir, por los propios productores yucatecos, no por el estado. Se trataba pues de un intento de proteger los intereses mexicanos frente al capitalismo norteamericano representado en Yucatán por Olegario Molina:
"la Comisión Reguladora del Mercado del Henequén fue la primera experiencia de regulación del mercado de un producto de exportación en México. Se replanteaba con esta propuesta el papel del Estado en el mercado, por instancias de la presión de un grupo organizado de productores. Finalmente, como una muestra del éxito de sus gestiones como grupo de presión, en enero de 1912 el gobernador maderista Nicolás Cámara Vales (1911-1913) creó bajo dirección estatal esa comisión, la cual tuvo como propósito inducir el alza del precio internacional del henequén aplicando una política de retención de la fibra. La Comisión Reguladora pretendía además intervenir en la comercialización de fibra actuando como exportadora directa, lo que la ubicaba como competidora del monopolio de la Molina-Montes y la International Harvester Company. La Reguladora fue creada sobre la base de una reserva en metálico, constituida por un impuesto estatal extraordinario a la exportación de henequén que los henequeneros aceptaron por haber sido su propuesta. Con la recaudación se pretendía crear un fondo de inversión para la compra del henequén directamente a los productores y su posterior exportación sin intermediarios a cargo de la comisión. No sólo se continuaba con el programa de valorización formulado por la cámara agrícola, sino también con la búsqueda de nuevos mercados alternativos al estadounidense. El decreto de creación de la Reguladora, presidida por el gobernador Nicolás Cámara Vales, es una muestra de ello, ya que establece como atribuciones de la Comisión varias de las metas que venía planteando la cámara agrícola: administrar la defensa de la industria henequenera, elevar y sostener el precio de la fibra "a un nivel que sea remunerador para los productores", retener las cantidades de henequén que considere necesario sustraer del mercado y abrir nuevos mercados al comercio de la fibra. Además, los vocales supernumerarios y el gerente de la reguladora eran miembros de la cámara agrícola, por lo cual se confirma que la Cámara penetró la estructura de la Reguladora."
Para fines de 1917,  la Reguladora tenía en sus manos más del 90 por ciento de las exportaciones de henequén. Lo anterior, se debe en gran medida a la gestión del general Salvador Alvarado a partir de 1915.
En enero de 1913, Cámara Vales solicita una licencia temporal para separarse de su cargo con el propósito de poder realizar un viaje a la Ciudad de México, siendo sustituido en el cargo por Fernando Solís León, alcalde de Mérida y político maderísta.
Así, Cámara Vales se encuentra en la Capital de la República visitando a su hermana y cuñado cuando le sorprenden los acontecimientos de la Decena Trágica. El 19 de febrero, el gobierno de la República, encabezado por el presidente Madero, es depuesto en un golpe militar siendo sustituido por el general Victoriano Huerta. Acto siguiente, el 22 de febrero, Madero y Pino Suárez son asesinados por órdenes del régimen militar. María, la hermana de Cámara Vales, queda viuda a los 35 años con seis hijos menores de edad, la más pequeña con solo pocos meses de edad. Ante un clima de violencia e inestablidad política en la Capital, los familiares del presidente y vicepresidente caídos se encuentran en peligro inminente. Días antes, la residencia particular de la familia Madero había sido reducida a ruinas después de un devastador incendio iniciado por un grupo de "aristócratas" simpatizantes del huertismo. Ante esta situación, los Madero solicitaron asilo diplomático en la residencia del embajador de Japón; los militares huertistas, enterados de ello, amenazaron con quemar la residencia diplomática. Con la protección de Manuel Márquez Sterling, embajador de Cuba, los Madero pudieron embarcarse hacía La Habana antes de disgregarse en varias partes de los Estados Unidos: Nueva York, California y Texas. Cámara Vales, a su vez, decidió acompañar a su hermana y sobrinos de regreso a Mérida. 
En la capital yucateca, Solís León había reconocido a la dictadura huertista antes de ser obligado a renunciar a su cargo de gobernador interino. Es sustituido por Arcadio Escobedo, un hacendado henequenero simpatizante de la dictadura huertista que, en 1908, había escandalizado a la sociedad yucateca al haberse visto indirectamente implicado en el homicidio doloso de uno de sus peones. En ese momento, Cámara Vales decidió partir hacía La Habana antes de establecerse con su familia en Europa en condición de autoexiliado.
Permaneció en Europa durante el período de la entreguerra, siendo cónsul general de México en Berlín y en Viena.
El 14 de octubre de 1956, murió en la Ciudad de México a los 81 años de edad. Fue sepultado en el Panteón Francés de la Piedad.